# Esther Prieto
Esther Prieto (Arenas, Cabrales, España, 1960) es una poeta y escritora asturiana.

## Biografía
Se licenció en Filología Hispánica por la Universidad de Oviedo.
Su primera obra escrita en lengua asturiana fue una narración infantil escrita en colaboración con Eva García Vázquez, El curiador d’estrelles (1987). También fue fundadora y codirectora, con Xuan Bello, de la revista Zimbru, y con el mismo y Berta Piñán de Adréi. Como autora de poesía se dio a conocer en 1992 con Edá de la memoria. En 1998 ganó el Premio “Teodoro Cuesta” de Poesía con la obra La mala suerte, conjunto de poemas intensos y breves donde la autora se interroga sobre la muerte y la vida. La obra aparece en las antologías poéticas y tienen dos relatos del libro Muyeres que cuenten.
Conocida principalmente como poeta, en 2001 ganó el Premio “Xosefa Xovellanos” de novela con la obra Güelu Ismail, donde narra la vida del pueblo palestino. Trabaja en la editorial Trabe, de la que es directora.

## Estilo
Su obra se encasilla en el contexto del segundu Surdimientu, junto a una serie de autores y autoras asturianos cuya obra se gesta a finales de los 80. Para el crítico José Angel Cilleruelo, «a pesar de su aspecto fragmentario», su obra forma «un sólido corpus». José Luis García Martín, por su parte, dijo a propósito de la obra de Prieto que «los suyos son poemas con tiempo dentro, poemas muy vividos antes de escritos».

## Obra

### Poesía
- Edá de la memoria (1992) (con Eva García Vázquez)
- La mala suerte (1998)
- Tres de la quema/Después de la quema (2016)

### Narrativa
- El curiador d'estrelles (1987)
- Güelu Ismail